# Warnockia scutellarioides
Warnockia scutellarioides là một loài thực vật có hoa trong họ Hoa môi. Loài này được (Engelm. & A.Gray) M.W.Turner miêu tả khoa học đầu tiên năm 1996.